# ديبا بيزونيش
ديبا بيزونيش (ولدت في 8 سبتمبر 1987)، رياضية أثيوبية متخصصة في سباقات الركض للمسافات الطويلة والماراثون. و تسكن حاليا في برونكس، نيويورك.
أفضل زمن شخصي لها في سباق الماراثونات هو 02:19:59 في ماراثون بوسطن (يوم الاثنين 21 أبريل، 2014)، حيث جاءت في المركز الثاني بعد ريتا جيبتو، ولكن تم سحب الفوز من ريتا جيبتو بسبب فشلها في عبور اختبار المخدرات في سبتمبر عام 2014، و تقرر اهداء الفوز إلى ديبا بيزونيش. وكان وقتها في السباق أسرع من الوقت القياسي للنساء في الدورات السابقة، والتي من المقرر أن تكون ديبا بيزونيش هي الفائزة بالسباق. مثلت بيزونيش بلادها في بطولة العالم للعدو الريفي عام 2003.
صاحبة عطاء غزير منذ عام 2009، وقد فازت بستة مسابقات ماراثون: ماراثون كاليفورنيا الدولية، ماراثون سان دييغو، ماراثون لوس انجليس، ماراثون كراندماس وماراثون توين ستيس. وقد شاركت ثلاث مرات في ماراثون مدينة نيويورك، ووصلت إلى المراكز العشرة الأولى في جميع المناسبات.